# لودکوویتسه
لودکوویتسه (به چکی: Ludkovice) یک منطقهٔ مسکونی در جمهوری چک است که در ناحیه زلین واقع شده‌است. لودکوویتسه ۱۱٫۸۵ کیلومتر مربع مساحت و ۷۰۳ نفر جمعیت دارد و ۲۶۷ متر بالاتر از سطح دریا واقع شده‌است.